# 卢克博士
卢卡什·塞巴斯蒂安·戈特瓦尔德（英語：Lukasz Sebastian Gottwald；1973年9月26日—），以艺名卢克博士（Dr. Luke）知名，是一名美國词曲创作者和唱片制作人。他的音樂職業生涯始於1997年作為《週六夜現場》駐場樂團的主吉他手。之後，他開始為邦喬飛與Gravediggaz等藝人製作一些混音唱片。2004年，戈特瓦尔德在與瑞典唱片製作人马克斯·马丁為凱莉·克萊森製作單曲《不告而別》後一舉成名。
在這之後，戈特瓦尔德又參與創作和製作了粉红佳人的《誰知道》、艾薇兒·拉維尼的《女朋友》和凱蒂·佩芮的《親了一個拉拉》等熱門單曲。隨後，戈特瓦尔德離開了《週六夜現場》。在離開節目後，戈特瓦尔德又為克萊森創造了《沒有你 怎麼過》，並與泰欧·克鲁斯、B.o.B、布蘭妮·斯皮爾斯、妮琪·米娜、蕾哈娜、T.I.、佛罗·里达、麥莉·希拉、洁西·J、裘西·J、尼歐、夏奇拉和皮普保罗等歌手合作。他也以簽下藝人凱莎和薩比知名。
戈特瓦尔德的作品獲得了許多音樂獎項。音樂雜誌《告示牌》將他列為2000年代表現最出色的製作人之一。美国作曲家、作家和发行商协会從2009年到2011年連續三年將他評為“年度製作人和詞曲作者”。在第53屆葛萊美獎，他收穫了葛萊美獎“年度非古典類製作人”的提名，戈特瓦尔德參與製作的專輯《花漾年華》獲得了“年度專輯”的提名。
2014年10月，凱莎指控戈特瓦尔德對其進行性侵犯與虐待，2023年6月22日，两人发表联合声明宣布和解。

## 外部連結
- 卢克博士在Allmusic上的頁面
- 盧克博士作品列表